# Tomàs Llorens i Serra
Tomàs Llorens i Serra (Almassora, Plana Alta, 4 d'octubre de 1936 - Dénia, Marina Alta, 10 de juny de 2021) fou un historiador de l'art, crític d'art, museòleg i professor universitari valencià.

## Trajectòria
Llorens es llicencià en Dret per la Universitat de Madrid i en Filosofia i Lletres per la Universitat de València. Entre 1969 i 1972 exercí de professor d'Estètica a l'Escola d'Arquitectura de València i, entre 1972 i 1984, de Teoria i Història de l'Arquitectura Moderna a l'Escola d'Arquitectura del Portsmouth Polytechnic, a Anglaterra. L'any 1984 tornà al País Valencià i es va fer càrrec com a director general de Patrimoni Artístic a la Generalitat Valenciana. També fou director de l'Institut Valencià d'Art Modern entre 1986 i 1988, director del Museu Nacional Centre d'Art Reina Sofia entre 1988 i 1990, i conservador en cap de la Museu Thyssen-Bornemisza de Madrid entre 1990 i 2005. Gràcies a les seues gestions, la col·lecció de Juli González es quedà a València. Paral·lelament, entre 1996 i 2005, compaginà la feina museística amb la docència a temps parcial a la Universitat de Girona i la d'Alacant. En el camp de la pedagogia també fou professor convidat a la Universitat de Barcelona entre 1977 i 1980, a la Universitat de Londres entre 1977 i 1981, i a la Universitat Central de Veneçuela, a Caracas, entre 1979 i 1980.
Autor de nombrosos articles i assajos sobre la crítica d'art, Història de l'art del segle xx, arquitectura o semiòtica, comissarià algunes de les millors exposicions que s'han pogut vore a Espanya al segle XX i XXI. En 2007 fou guardonat amb la Medalla d'Or al Mèrit en les Belles arts, i en 2013 fou nomenat Doctor Honoris Causa per la Universitat d'Alacant. El 23 d'octubre de 2020 fou declarat Fill Predilecte d'Almassora, la seva localitat natal, per unanimitat del ple.
Morí en Dénia, el 10 de juny de 2021, per una malaltia. El president de la Generalitat Valenciana, Ximo Puig, notificà la mala nova durant una sessió de control a les Corts Valencianes i el definí com «d'un gran intel·lectual i un gran valencià». Així mateix, el conseller d'Educació, Cultura i Esport de la Generalitat Valenciana, Vicent Marzà, expressà per xarxes socials: «Ens deixa un referent. Essencial per referenciar espais com l'IVAM i capital perquè la col·lecció més important de Juli González sigui a casa. Va dirigir grans espais museístics, sempre compromès amb la llibertat i el pensament crític».

## Publicacions
- Nacimiento y desintegración del cubismo: Apollinaire y Picasso, Pamplona, col. Cátedra Félix Huarte / Eunsa, 2001.

### Estudis sobre la seua obra
- Forma. El ideal clásico en el arte moderno, Oihana Robador, Revisiones, núm. 01, Pamplona, 2005. ISSN 1699-0048